# Бальцажовиці
Бальцажовиці (пол. Balcarzowice, нім. Balzarowitz) — село в Польщі, у гміні Уязд Стшелецького повіту Опольського воєводства.
Населення — 241 особа (2011).

## Демографія
Демографічна структура станом на 31 березня 2011 року:
|          | Загалом | Допрацездатний вік | Працездатний вік | Постпрацездатний вік |
| -------- | ------- | ------------------ | ---------------- | -------------------- |
| Чоловіки | 114     | 26                 | 69               | 19                   |
| Жінки    | 127     | 21                 | 75               | 31                   |
| Разом    | 241     | 47                 | 144              | 50                   |